# 博爾容契察河
45°08′00″N 14°10′40″E / 45.1332°N 14.1778°E
博爾容契察河是克羅地亞的河流，位於伊斯特里亞半島，處於首都薩格勒布西南面160公里，河道全長33公里，流域面積230平方公里，最終注入亞得里亞海。